# 1626년
1626년은 목요일로 시작하는 평년이다.

## 연호
- 명(明) 천계(天啓) 6년
- 후금(後金) 천명(天命) 11년
- 일본(日本) 간에이(寛永) 3년
- 후 레 왕조(後黎朝) 빈또(永祚) 8년

## 기년
- 류큐(琉球) 쇼호왕(尚豊王) 6년
- 명(明) 희종 천계제(熹宗 天啓帝) 6년
- 후금(後金) 태조 천명가한(太祖 天命可汗) 11년
- 조선(朝鮮) 인조(仁祖) 4년
- 후 레 왕조(後黎朝) 신종(神宗) 8년

## 사건
- 미국에 상륙한 이주민들이 맨해튼섬을 60 휠던(24 달러)에 구입.

## 탄생
- 10월 4일 - 잉글랜드 공화국의 호국경 리처드 크롬웰

## 사망
- 4월 9일 - 영국 철학자이자 정치가 프랜시스 베이컨
- 9월 26일 - 일본 전국시대 당시 군인 와키사카 야스하루
- 9월 30일 - 청나라의 초대 황제 누르하치